# Sonnet 154

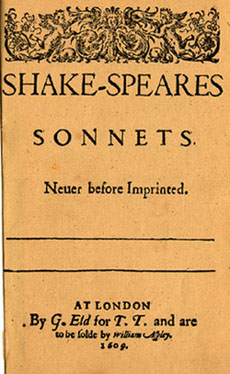
Sonnetten van Shakespeare, 1609

Sonnet 154 is, samen met Sonnet 153, een sonnet van William Shakespeare dat gebaseerd is op een gedicht van de Griekse dichter Marcianus Scholasticus. Dat gedicht beschrijft hoe Cupido's liefde (voorgesteld als een brandende fakkel) wordt gestolen door de nimfen.

## Shakespeares tekst
| Sonnet 154 The little love-god lying once asleep Laid by his side his heart-inflaming brand, Whilst many nymphs that vowed chaste life to keep Came tripping by; but in her maiden hand The fairest votary took up that fire Which many legions of true hearts had warmed, And so the general of hot desire Was sleeping by a virgin hand disarmed. This brand she quenchèd in a cool well by, Which from love's fire took heat perpetual, Growing a bath and healthful remedy For men diseased; but I, my mistress' thrall, Came there for cure; and this by that I prove: Love's fire heats water, water cools not love. |

## Vertaling
Eens lag de liefdesgod te slapen,
De fakkel van de liefde naast zijn zij,
Een groep van nimfen kwam voorbij,
Gezworen kuise maagden voor het leven
De schoonste van hen allen greep het vuur
Dat zoveel harten had verwarmd
Zo kwam het dat de generaal der lusten sliep,
Terwijl een maagdenhand hem ontwapende
En zijn vuur in een koude nabije bron wierp
Doch de hitte van die toorts was niet meer te koelen.
Tot heil van allen welde toen een bron op
Die genezing bracht aan zieke mannen. Maar ik,
De slaaf van mijn geliefde, vond geen kuur
Waarmee bewezen is dat liefde water verhit
Maar water geen liefde kan koelen.

## Analyse
Shakespeares sonnetten zijn voornamelijk geschreven in een metrum genaamd jambische pentameter, een rijmschema waarin elke sonnetregel bestaat uit tien lettergrepen. De lettergrepen zijn verdeeld in vijf paren, jamben genoemd, waarbij elk paar begint met een onbeklemtoonde lettergreep.